# 脫脫尼
脫脫尼（?—?），元朝女性人物，雍吉剌氏。
脱脱尼有美色，善女工。二十六岁时，丈夫哈剌不花去世。哈剌不花前妻有两个儿子都长大了，没有妻子，想要按本俗制收继，脱脱尼以死发誓不改嫁。两个儿子百般求取，脱脱尼生气了大骂：“你们这是禽兽之行，想要娶自己的母亲，如果死了有何面目去见你父于地下？”两个儿子惭惧谢罪，于是分家别居。守节三十年以贞节闻名。